# Locketorps församling
Locketorps församling var en församling i Skara stift och i Skövde kommun. Församlingen uppgick 2002 i Värings församling.

## Administrativ historik
Församlingen har medeltida ursprung. 
Församlingen var till 2002 annexförsamling i pastoratet Väring och Locketorp som från 1962 även omfattade Horn, Frösve, Säter och Binneberg. Församlingen uppgick 2002 i Värings församling.

## Kyrkor
- Locketorps kyrka